# Tropar
Troparul (din limba greacă τροπαριον, derivat de la τροπος, mod de a fi, dar și: trop, ritm, melodie, mod melodic), în ritul bizantin, este o scurtă rugăciune care anunță sau explică într-o formă poetică evenimentul liturgic prăznuit în acea zi sau care rezumă viața sfântului comemorat în ziua respectivă, în funcție de calendarul bisericesc, și care se cântă:
- la sfârșitul vecerniei și utreniei;
- la începutul utreniei, după hexapsalm, în continuarea prochimenului «Dumnezeu e Domnul sau a versetelor aleluiatice;
- la ceasurile mici, după psalmodie;
- în alte împrejurări excepționale.

## Scurt istoric
Troparele s-au adăugat foarte repede cultului Bisericii creștine primare, care a folosit inițial imne și rugăciuni de proveniență biblică.
Deși au putut fi la începuturi sub formă de proză liberă de orice regulă, cu timpul s-au impus în compoziția troparelor reguli ritmice (pe baza accentului tonic) și melodice care le-au transformat în adevărate strofe poetice.
Câteva din aceste compoziții poetice specifice, care se citesc sau se cântă în diferite momente ale cultului liturgic, sunt: condacul, icosul și stihirile.
Prin dezvoltarea artei compunerii troparelor s-a născut imnografia bisericească, care constituie astăzi o parte substanțială a cultului Bisericii creștine în general, și al Bisericii de Răsărit în special.
La greci, ceea ce românește numim «tropar», se numește «apolytikion» («final»), câtă vreme τροπαριον se folosește pentru orice strofă.
Troparul bizantin corespunde antifoanelor mari din riturile occidentale, ce se cântă la vecernie și utrenie înainte și după Cântarea Mariei și respectiv Cântarea lui Zaharia.

## Exemple
Troparul sfântului mare mucenic Gheorghe (care se cântă cu ocazia sărbătorii sfântului Gheorghe - 23 aprilie -, precum și în bisericile închinate acestui sfânt): "Ca un apărător al celor robiți și celor săraci folositor, neputincioșilor doctor, conducătorilor ajutător, Purtătorule de biruință, Mare Mucenice Gheorghe, roagă pe Hristos Dumnezeu să mantuiască sufletele noastre." - în format audio Arhivat în 28 septembrie 2007, la Wayback Machine.